# Montlet
Monlet és un municipi francès situat al departament de l'Alt Loira i a la regió d'Alvèrnia-Roine-Alps. L'any 2007 tenia 411 habitants.

## Demografia

### Població
El 2007 la població de fet de Monlet era de 411 persones. Hi havia 172 famílies de les quals 48 eren unipersonals (28 homes vivint sols i 20 dones vivint soles), 56 parelles sense fills, 48 parelles amb fills i 20 famílies monoparentals amb fills.
La població ha evolucionat segons el següent gràfic:
Habitants censats

### Habitatges
El 2007 hi havia 329 habitatges, 177 eren l'habitatge principal de la família, 125 eren segones residències i 27 estaven desocupats. Tots els 328 habitatges eren cases. Dels 177 habitatges principals, 152 estaven ocupats pels seus propietaris, 23 estaven llogats i ocupats pels llogaters i 2 estaven cedits a títol gratuït; 1 tenia una cambra, 5 en tenien dues, 31 en tenien tres, 46 en tenien quatre i 94 en tenien cinc o més. 110 habitatges disposaven pel capbaix d'una plaça de pàrquing. A 92 habitatges hi havia un automòbil i a 58 n'hi havia dos o més.

### Piràmide de població
La piràmide de població per edats i sexe el 2009 era:
| Homes | Edats   | Dones |
| ----- | ------- | ----- |
| 0     | 95 o +  | 0     |
| 0     | 90 a 94 | 0     |
| 0     | 85 a 89 | 12    |
| 12    | 80 a 84 | 16    |
| 4     | 75 a 79 | 28    |
| 8     | 70 a 74 | 16    |
| 20    | 65 a 69 | 24    |
| 12    | 60 a 64 | 8     |
| 12    | 55 a 59 | 12    |
| 4     | 50 a 54 | 16    |
| 20    | 45 a 49 | 4     |
| 20    | 40 a 44 | 8     |
| 16    | 35 a 39 | 8     |
| 4     | 30 a 34 | 12    |
| 12    | 25 a 29 | 0     |
| 0     | 20 a 24 | 8     |
| 12    | 15 a 19 | 8     |
| 4     | 10 a 14 | 4     |
| 8     | 5 a 9   | 12    |
| 0     | 0 a 4   | 8     |

## Economia
El 2007 la població en edat de treballar era de 221 persones, 149 eren actives i 72 eren inactives. De les 149 persones actives 140 estaven ocupades (77 homes i 63 dones) i 9 estaven aturades (2 homes i 7 dones). De les 72 persones inactives 31 estaven jubilades, 19 estaven estudiant i 22 estaven classificades com a «altres inactius».

### Ingressos
El 2009 a Monlet hi havia 179 unitats fiscals que integraven 386 persones, la mediana anual d'ingressos fiscals per persona era de 12.178,5 €.

### Activitats econòmiques
Dels 18 establiments que hi havia el 2007, 1 era d'una empresa extractiva, 2 d'empreses de fabricació d'altres productes industrials, 7 d'empreses de construcció, 1 d'una empresa de comerç i reparació d'automòbils, 5 d'empreses d'hostatgeria i restauració, 1 d'una empresa immobiliària i 1 d'una empresa de serveis.
Dels 6 establiments de servei als particulars que hi havia el 2009, 1 era un paleta, 2 fusteries i 3 lampisteries.
L'any 2000 a Monlet hi havia 33 explotacions agrícoles que ocupaven un total de 1.215 hectàrees.

## Equipaments sanitaris i escolars
El 2009 hi havia una escola elemental.

## Poblacions més properes
El següent diagrama mostra les poblacions més properes.